# Rolf Ulrich (Kabarettist)

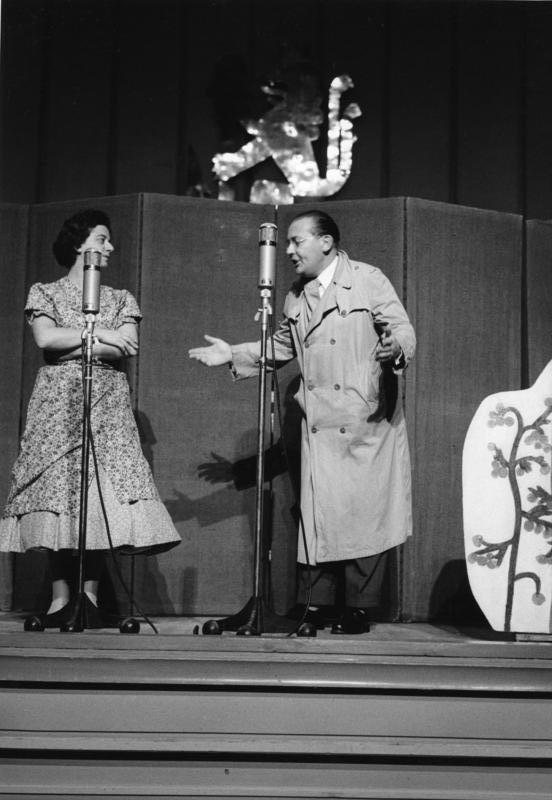
Inge Wolffberg und Rolf Ulrich in Düsseldorf 1956

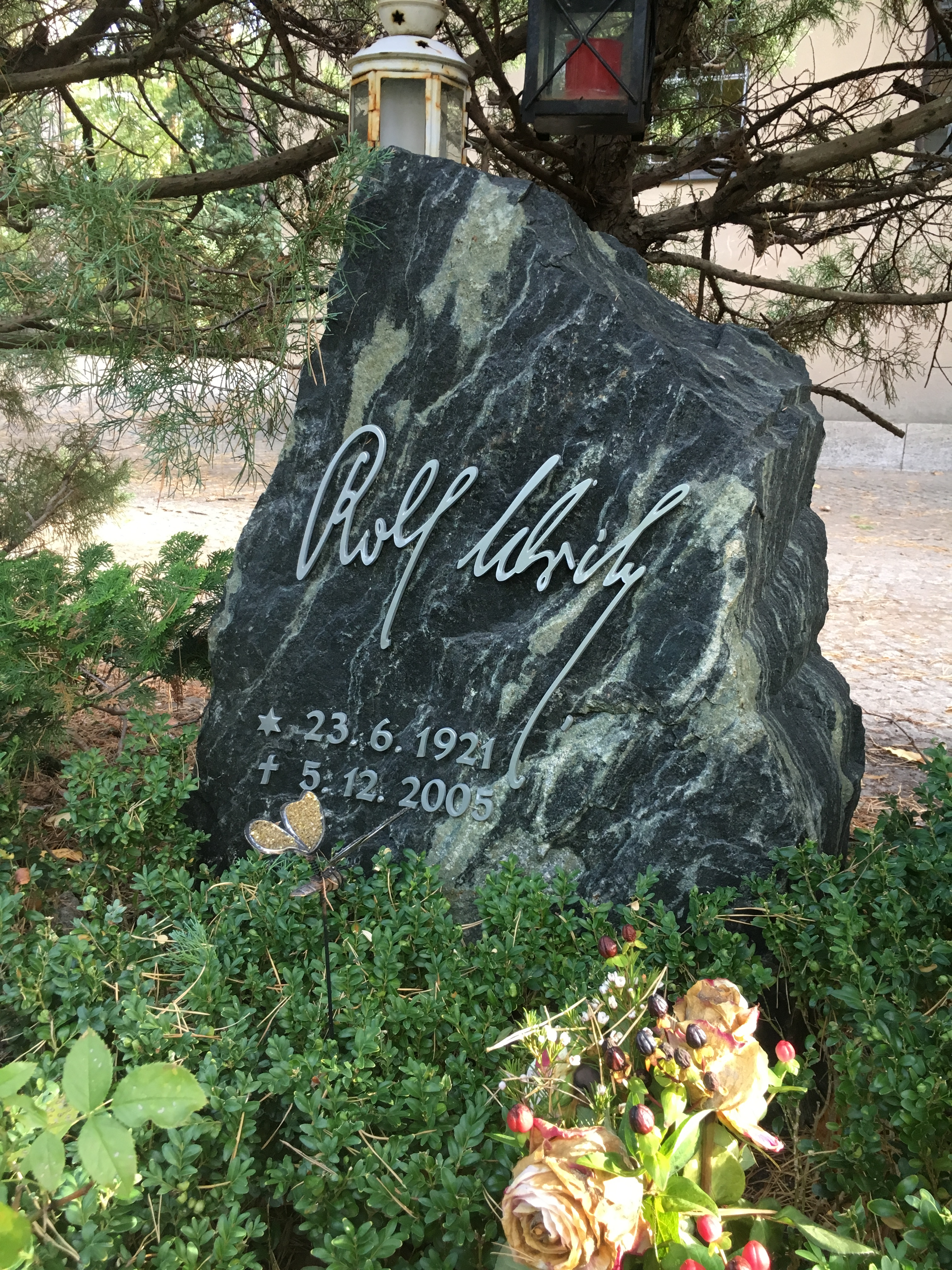
Das Grab von Rolf Ulrich

Rolf Ulrich (* 23. Juni 1921 in Berlin; † 5. Dezember 2005 ebenda) war ein deutscher Kabarettist und Texter/Autor. Er gründete die Berliner Stachelschweine zusammen mit Klaus Becker, Alexander Welbat und Joachim Teege. Alle vier waren 1948/1949 am Theater Tribüne am Knie engagiert.

## Leben
Die ersten Vorstellungen fanden im Jazzkeller Badewanne in der Nürnberger Straße ab Oktober 1949 statt. Bekannte Mitspieler waren in der folgenden Zeit unter anderen Günter Pfitzmann, Inge Wolffberg, Jo Herbst, Wolfgang Gruner und Achim Strietzel.
Rolf Ulrich war der Haupttexter des Kabaretts. Ihm standen Thierry, Jo Herbst und Wolfgang Gruner zur Seite. Es wurden aber immer wieder auch Texte anderer Autoren ins Programm genommen.
1950 wechselte das Kabarett in die Gaststätte Burgkeller am Kurfürstendamm, 1951 in das Künstlerrestaurant Ewige Lampe in der Rankestraße 9, wo es fast 15 Jahre seine Spielstätte hatte. Seit 1965 hat das Kabarett seine Räumlichkeiten im Europa-Center an der Kaiser-Wilhelm-Gedächtnis-Kirche.
Für die SFB-Abendschau schrieb Ulrich die von Gruner gespielte Figur des "Telekehrers Otto Schruppke". Die Reihe lief bis 1968.
Rolf Ulrich ist dem Kabarett bis zu seinem Tode am 5. Dezember 2005 als Texter und Schauspieler treu geblieben. Beigesetzt wurde er auf dem Berliner Waldfriedhof Dahlem (Feld 010-436).